# LA Ink
Az LA Ink egy a Miami Inkhez hasonló, és annak mintájára létrejött televíziós sorozat, mely egy tetoválószalon életét mutatja be. A műsor egy Los Angeles-i, rock-and-roll hangulatot idéző tetoválószalonban készül. A sorozat egyik főszereplője, egyben a szalon tulajdonosa az a Kat Von D aki két évadon át szerepelt a Miami Inkben is. Az első epizódot 2007 augusztusában sugározta az amerikai TLC televíziós csatorna.

## Híres vendégek
A műsor vendégei gyakran zenészek, színészek sportolók és egyéb hírességek:
- Eric Balfour
- Steve-O
- Ronald (9F) Jauculan
- Eve
- Jesse Metcalfe
- Mike Vallely
- Emerson Drive
- Audrey Truelove
- Scott Ian
- Frank Iero
- Jesse Hughes
- Jenna Jameson
- Jeffree Star
- Matt Skiba
- Sebastian Bach
- Toryn Green
- Margaret Cho
- Derek Hess
- Candice Michelle
- Mike "Rooftop" Escamilla
- Jared Leto
- Bam Margera
- Ville Valo
- Tom Green
- Joanna Angel
- Ja Rule
- The Game
- Amanda Beard
- Blake Lewis
- Nikki Sixx
- Lucas Silveira
- Tim Lambesis
- Jeph Howard
- Tim Lopez
- Patty Schemel
- Dave Navarro
- Ronnie Radke
- Wes Borland
- Ian "Lemmy" Kilmister
- Lamar Odom
- Nick Wheeler

## Külső hivatkozások
- Hivatalos honlap
- LA Ink a TLC.com honlapján
- Kat Von D személyes honlapja